# Марголин, Моисей Маркович
Моисей Маркович Марголин (1862—1939) — русский писатель еврейского происхождения.

## Биография
Моисей Маркович Марголин родился 17 марта 1862 года в купеческой семье Мордехая Иосифа Марголина и Лейты Фрейды Карлин. Его младший брат — военачальник Элиэзер (Лазарь) Марголин.
Высшее образование получил в Санкт-Петербургском университете. где успешно окончил юридический факультет.
С 1890 года состоял сотрудником «Энциклопедического словаря Брокгауза и Ефрона», а с 1891 года — секретарем редакции этого словаря.
Наиболее крупная его статья в «Энциклопедическом словаре Брокгауза и Ефрона» — «Банки».
Сотрудничал в журналах «Восход» и «Еврейская жизнь»; в 1904 году был фактическим редактором последнего.
Отдельно напечатал: «Основные течения в истории еврейского народа» (СПб., 1900).
Моисей Маркович Марголин скончался в 1939 году.